# Roger Murtaugh
Roger Murtaugh es un personaje ficticio en la serie de películas  Arma Mortal  creada por Shane Black. Murtaugh fue interpretado originalmente por el actor Danny Glover en las cuatro películas de 1987 a 1998, y más tarde por Damon Wayans en la  Serie de televisión de Fox de 2016 a 2019.

## Lethal Weapon(1987)
Murtaugh es un cínico detective de homicidios y hombre de familia. Era un teniente de la  173ª Brigada Aerotransportada en la  U.S. Army, y sirvió en la Guerra de Vietnam. Se unió al Departamento de Policía de Los Ángeles en 1967 y celebra su 50 cumpleaños al comienzo de Lethal Weapon. Ha comenzado a considerar la jubilación, de ahí su latiguillo, "Soy demasiado viejo para esta mierda". Está asociado con "cañón suelto" y compañero veterano de la guerra de Vietnam Martin Riggs (Mel Gibson) para investigar un presunto suicidio de la hija de uno de los amigos más cercanos de Murtaugh. Aunque los dos inicialmente se odian, Murtaugh comienza a simpatizar con Riggs cuando Riggs le salva la vida. Después de que Murtaugh descubre que su amigo cercano de la guerra de Vietnam, Michael Hunsaker, ha estado lavando las ganancias de un cartel de drogas de tráfico de heroína, se enfrenta a Hunsaker y conoce los detalles de la organización antes de que el Sr. Joshua, el secuaz principal del cartel, asesina a Hunsaker. El cartel secuestra a la hija mayor de Murtaugh, Rianne, en un intento de hacer que Murtaugh revele lo que Hunsaker le dijo. Murtaugh y Riggs planean una emboscada, que falla. El cartel tortura a Murtaugh y amenaza con torturar a Rianne también, hasta que Riggs los rescata. Se las arregla para matar al general McAllister, el jefe del cartel, disparando al conductor de su automóvil, provocando un choque de autobús contra automóvil y una explosión gigantesca. Él apoya a Riggs mientras lucha y arresta al Sr. Joshua, y luego él y Riggs matan a Joshua cuando intenta dispararle a Riggs. Al final de la película, ha renunciado a la jubilación y ha aceptado a Riggs en su familia.

## Lethal Weapon 2(1989)
Murtaugh es el objetivo de una banda sudafricana cártel de la droga encabezada por el despiadado diplomático Arjen Rudd, que hace que Murtaugh y su mujer sean asaltados en su propia casa, obligando a Murtaugh a trasladar temporalmente a su familia. Para ayudar a la investigación de Riggs en el consulado sudafricano, Murtaugh representa a un hombre llamado Alphonse que quiere emigrar a Sudáfrica para ayudar a derrocar el apartheid. Tras esto, Murtaugh se defiende de dos asaltantes en su casa con una pistola de clavos y rescata del cartel a su nuevo amigo Leo Getz (Joe Pesci), un testigo federal.  Ayuda a Riggs a localizar y matar a los demás miembros del cártel cuando se revela que éste asesinó a la esposa de Riggs.  Esto incluye un asalto a un barco de carga que acaba con la muerte de los restantes miembros del cártel, incluido Rudd, a quien Murtaugh mata después de disparar a Riggs.

## Lethal Weapon 3(1992)
Murtaugh y Riggs manejan mal un coche bomba, que destruye un edificio. Como castigo, ambos son degradados a patrulleros, pero obtienen su rango anterior cuando frustran un robo de un vehículo blindado y exponen un cartel de tráfico de armas. Mientras investiga este cartel, Murtaugh mata a un chico de quince años para proteger a Riggs; se revela que el niño es Darryl, el mejor amigo del hijo de Murtaugh, Nick. Murtaugh es superado por culpa y sucumbe al alcoholismo y depresión hasta que Riggs lo ayuda a seguir adelante. Murtaugh trabaja con Riggs y la oficial de Asuntos Internos Lorna Cole (Rene Russo) de Asuntos Internos para destruir el cartel. Como luz lateral cómica, Murtaugh también ayuda a Riggs a dejar de fumar dándole galletas para perros en su lugar; Sin embargo, muestra cierta hostilidad hacia Riggs cuando cree que él se está involucrando románticamente con su hija Rianne. Sin embargo, Riggs se abre con él y admite que ve a la familia de Murtaugh como a su propia familia, a los niños como a sus propios hijos. En medio de todo esto, Murtaugh solicita la ayuda de Getz para vender su casa, pero al final decide quedarse con la casa cuando decide no retirarse.

## Lethal Weapon 4(1998)
Cuando la ciudad pierde su aseguradora debido a todos los daños a la propiedad que Riggs y Murtaugh han causado en el trabajo, son ascendidos temporalmente a Capitán con la esperanza de mantenerlos fuera de la calle. Su condición de oficiales veteranos les impide ser disciplinados o despedidos, y no hay plazas de teniente disponibles. Al final de la película, sus rangos de sargento son restaurados debido a que la ciudad ahora está autoasegurada. La hija mayor de Murtaugh, Rianne, está embarazada de su primer nieto y se ha casado en secreto con el sargento del Departamento de Policía de Los Ángeles Lee Butters (Chris Rock), pero decide no decírselo a su padre hasta después de que nazca el bebé porque ha ido en contra de sus deseos de casarse con un agente de policía. Sin embargo, antes de enterarse, Murtaugh pensó erróneamente que Butters era gay y que se sentía atraído por él, debido a todas las cosas buenas que intentaba hacer por Murtaugh, que en realidad tenían la intención de que se mantuviera en el lado bueno de su suegro (a lo que Riggs ayudó a explotar esta idea errónea después de enterarse de la verdad por Lorna). Más tarde, Murtaugh golpea a Riggs por no contarle lo de Rianne y Butters (Riggs y Butters sueltan la verdad después de ser expuestos al óxido nitroso) después de interrogar al Tío Benny (Kim Chan). Cuando Murtaugh mata accidentalmente al hermano del ejecutor de la Tríada Wah Sing Ku (Jet Li), Riggs y Murtaugh se enzarzan en un intenso altercado físico con Ku, lo que provoca la muerte de éste y que Riggs quede aplastado bajo los escombros debajo del agua. Murtaugh rescata a Riggs, y ambos celebran la boda de Rianne con Butters y el nacimiento de su hija, a la que se unen Lorna, Leo Getz y el resto de la familia de Murtaugh en el hospital.

## Armas
En las cuatro películas, el arma característica de Murtaugh es un revólver de 4" Smith & Wesson Modelo 19 .357 Magnum al que Riggs llama "Six-shooter... Muchos veteranos lo llevan". En las películas 2-4, también utiliza una Smith & Wesson Modelo 5906 de 9 mm como arma de reserva.

## En la cultura popular
El latiguillo de Murtaugh "Soy demasiado viejo para esta mierda" se ha asociado con Glover, que usa el eslogan (y variaciones de él) también en otros roles, como su papel de patriarca en Almost Christmas, un cameo en Maverick y su lugar de invitado en Psych. En el episodio de How I Met Your Mother  "Murtaugh", Ted Mosby, interpretado por Josh Radnor, tiene una "Lista Murtaugh" de cosas que se ha vuelto demasiado viejo para comer, hacer y disfrutar.
En el episodio de la temporada 7 'Ransom' de Brooklyn Nine-Nine de la NBC, el capitán Raymond Holt, interpretado por Andre Braugher, afirma que se hizo una película sobre su loca vida en los años 80. Cuando Jake Peralta le pregunta qué película era, él insiste en que no recuerda y se aleja diciendo "Soy demasiado viejo para esta mierda", insinuando que era la serie Arma Mortal.

## Recepción
Los críticos le han dado al personaje una recepción mixta. Los Angeles Times describió al personaje como asexuado de una sitcom.